# 小颖羊茅
小颖羊茅（学名：Festuca parvigluma）为禾本科羊茅属下的一个种。

## 扩展阅读
維基物種上的相關：小颖羊茅